# Arminio
Arminio (in latino Gaius Iulius Arminius; in tedesco Hermann o Armin) (Visurgis, 18 a.C. o 17 a.C. – Germania Magna, 19 o 21) è stato un condottiero germanico della popolazione dei Cherusci, ex prefetto di una coorte cherusca dell'esercito romano.
Arminio è noto per aver tradito e in seguito sconfitto l'esercito romano nella battaglia della foresta di Teutoburgo, nel 9 d.C., quando, a capo di una coalizione di tribù germaniche, annientò tre legioni romane comandate da Publio Quintilio Varo, difendendo così l'indipendenza dei Germani, minacciata da Roma nei primi decenni del suo impero.
Il nome di Arminio è una variante latinizzata di quello germanico Irmin, "grande" (confronta Herminones). Il nome Hermann (cioè "uomo dell'esercito" o "guerriero") fu utilizzato nel mondo germanico come equivalente di Arminio al tempo della Riforma protestante di Martin Lutero, che voleva farne un simbolo della lotta dei popoli germanici contro Roma.

## Biografia

### Negli eserciti imperiali (5-7)
Arminio, nato nel 18 a.C. o nel 17 a.C., era figlio del capo cherusco Segimero: viene descritto come un combattente valoroso, rapido nel decidere ed ingegnoso, ma anche perfido e profondamente anti-romano. Sposò Thusnelda, principessa germanica figlia di Segeste, con cui ebbe un figlio, Tumelico. Ebbe come fratello Flavus, che militò fedelmente sotto le insegne romane.
Servì nell'esercito romano, prima probabilmente sotto Tiberio in Germania durante la campagna del 5, più tardi, secondo le fonti storiografiche latine, trasferito in Pannonia, come luogotenente di reparti di cavalleria, collaborò alle operazioni militari dei Romani, durante i primi due anni della rivolta dalmato pannonica, guidando un contingente di truppe ausiliarie cherusce.

### Arminio e Publio Quintilio Varo (7-9)

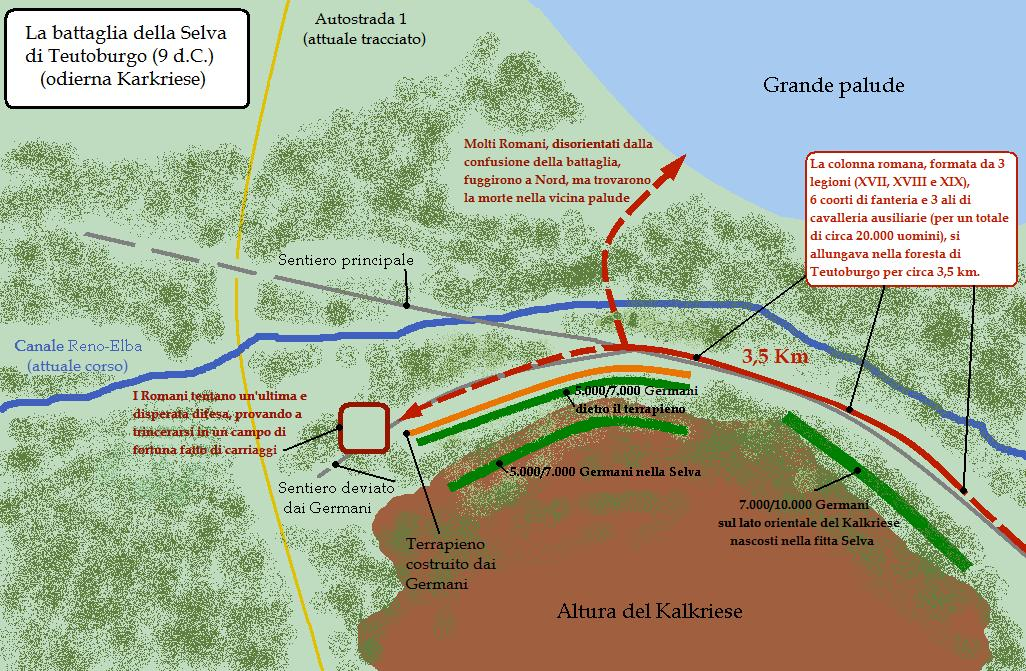
La mappa della disfatta di Varo, nella Selva di Teutoburgo.

Ottenuta anche la cittadinanza romana, attorno al 7/8, con il nome di Gaio Giulio Arminio, tornò nella Germania settentrionale, dove i Romani avevano conquistato i territori compresi tra il fiume Reno ed Elba, posti sotto l'allora governatore provinciale romano, Publio Quintilio Varo.
Arminio iniziò a complottare per unire sotto la sua guida diverse tribù di Germani e impedire ai romani di realizzare i loro progetti. Tuttavia mentre di nascosto creava una coalizione anti romana, Arminio mantenne il suo incarico di ufficiale della Legione e da cittadino romano ottenne la fiducia di Varo, che si fidò pienamente di Arminio per la campagna militare che stava seguendo, ignorando le accuse di tradimento formulate nei suoi confronti dai romani e promuovendolo a suo consigliere militare.
Nel 9, a capo di una coalizione formata da Cherusci, Marsi, Catti e Bructeri, il venticinquenne Arminio comandava la cavalleria ausiliaria germanica delle legioni, ma poi a tradimento attaccò e massacrò l'esercito di Varo (circa 15.000 uomini) nella foresta di Teutoburgo nei pressi della collina di Kalkriese, circa 20 chilometri a nord-est di Osnabrück. Praticamente Arminio attirò le tre legioni romane, mediante falsi informatori, nella trappola che egli stesso aveva preparato.
Ed infatti nell'agguato di Teutoburgo i legionari romani non furono neppure schierati in assetto di combattimento ma, contro tutte le regole romane, furono fatti proseguire, dentro un territorio ostile, in semplice assetto di marcia ed affardellati. La maggior parte dei legionari fu uccisa senza potersi schierare né difendere, con lo stesso Varo che si tolse da solo la vita, mentre i germani si lasciarono andare ad orribili atrocità, tanto che le testimonianze dei pochi sopravvissuti parlarono di torture e mutilazioni perpetrate sui legionari catturati.

### Arminio e Germanico (14-16)

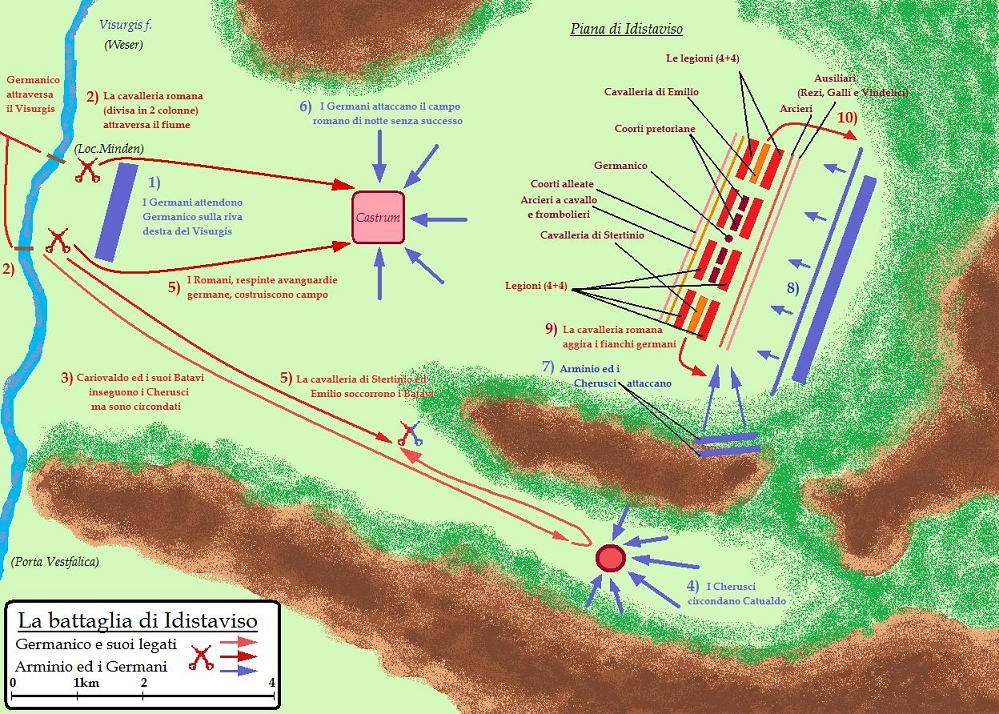
La piana di Idistaviso e la battaglia che si svolse tra le legioni di Germanico e le tribù di Germani guidate da Arminio nel 16.

Negli anni 14-16 le forze romane, guidate da Germanico, penetrarono profondamente in Germania, devastandone i territori ed infliggendo una doppia pesante sconfitta ad Arminio e alle sue tribù alleate. Nel 16 Germanico, infatti, nel corso del suo ultimo anno di campagne, riuscì a battere pesantemente Arminio nel corso di due battaglie presso il fiume Weser: prima nella piana di Idistaviso e poco dopo, quasi fosse la continuazione naturale della prima, poco lontano di fronte al Vallo degli Angrivari.
Il capo cherusco, ormai battuto pesantemente, probabilmente disperò sul futuro della sua Germania libera, ma Germanico venne richiamato al termine di quest'anno dal padre adottivo, l'imperatore Tiberio, che ritenne opportuno rinunciare a nuovi ma dispendiosi piani di conquista nei territori dei Germani, fissando sul Reno il confine tra l'Impero e i barbari, così come già stabilito da Augusto.
Durante le operazioni di questi due anni di guerra, i romani recuperarono le insegne militari di due delle tre legioni che erano state massacrate a Teutoburgo. La terza insegna fu recuperata in seguito, al tempo dell'imperatore Claudio, fratello di Germanico.
Fu forse la gelosia che spinse Tiberio ad affidare al figlio adottivo, Germanico, uno speciale compito in Oriente, in modo da allontanarlo ulteriormente da Roma. E così, dopo aver concesso allo stesso il trionfo, il 26 maggio del 17, gli affidò il nuovo comando speciale in Oriente. Si racconta che nel trionfo sfilarono come prigionieri di guerra anche la moglie e il figlio di Arminio, Thusnelda e Tumelico, e Segimundo, il fratello di lei, davanti allo stesso imperatore Tiberio ed al padre della donna, Segeste.

### Arminio e Maroboduo (17-18)
Una volta che i Romani si ritirarono, scoppiò la guerra tra Arminio e Maroboduo, l'altro potente capo germanico dell'epoca, re dei Marcomanni federati di Roma (che erano stanziati nell'odierna Boemia). I due eserciti si scontrarono in una battaglia campale in cui Arminio riuscì a battere le truppe alleate del re rivale marcomanno, il quale fu costretto a rifugiarsi a Ravenna, chiedendo asilo politico allo stesso imperatore romano Tiberio.

### Morte (19-21)
Nel 19 oppure nel 21, Arminio fu assassinato dai suoi sudditi, che temevano il suo crescente potere: 
(Tacito, Annales II, 88)

## Arminio nella cultura di massa
- Secondo alcune leggende, Arminio era figlio di Marte, dio della Guerra.
- Il femminile di Arminio, Arminia, ha dato il nome alla squadra tedesca dell'Arminia Bielefeld.
- Il fratello di Arminio, Flavus, militava nell'esercito romano e rimase, anche successivamente alla battaglia di Teutoburgo, un leale e fedele ufficiale delle legioni.
- La storia di Arminio e delle sue vittorie potrebbero aver fornito la base per la figura mitologica di Sigfrido dei Nibelunghi.[10]
- La figura di Arminio e le sue gesta furono riprese e celebrate dai movimenti nazionalisti tedeschi, Nazionalsocialismo compreso.[11]
- Nella zona dove si svolse la battaglia della foresta di Teutoburgo sorge oggi un monumento ad Arminio chiamato Hermannsdenkmal; questo monumento sorge puntato verso la Francia, avversaria in quegli anni dell'Impero tedesco.
- Il nome maschile Hermann (equivalente di Arminio, appunto) risulta oggi molto diffuso in Germania.
- Arminio è il protagonista del dramma teatrale La battaglia di Arminio (Die Hermannsschlacht), di Heinrich Von Kleist del 1808.
- Arminio è anche un libretto in tre atti di Antonio Salvi (1703). Fu musicato da Alessandro Scarlatti nel 1720[12] e da Georg Friedrich Händel nel 1736.
- Arminio compare nel videogioco Imperivm: Le grandi battaglie di Roma come personaggio giocabile nel livello ambientato durante la battaglia di Teutoburgo.
- Arminius è il protagonista del romanzo storico Teutoburgo di Valerio Massimo Manfredi.
- Arminio è il protagonista del film italo-tedesco Il massacro della foresta nera (1966), diretto da Ferdinando Baldi.
- Arminio è il protagonista della serie Netflix Barbari, interpretato da Laurence Rupp.
- Arminio è il protagonista della saga Teutoburg dello scrittore spagnolo Artur Balder.